# Placetron wosnessenskii
Placetron wosnessenskii är en kräftdjursart som beskrevs av Schalfeew 1892. Placetron wosnessenskii ingår i släktet Placetron och familjen trollkrabbor. Inga underarter finns listade i Catalogue of Life.

## Bildgalleri

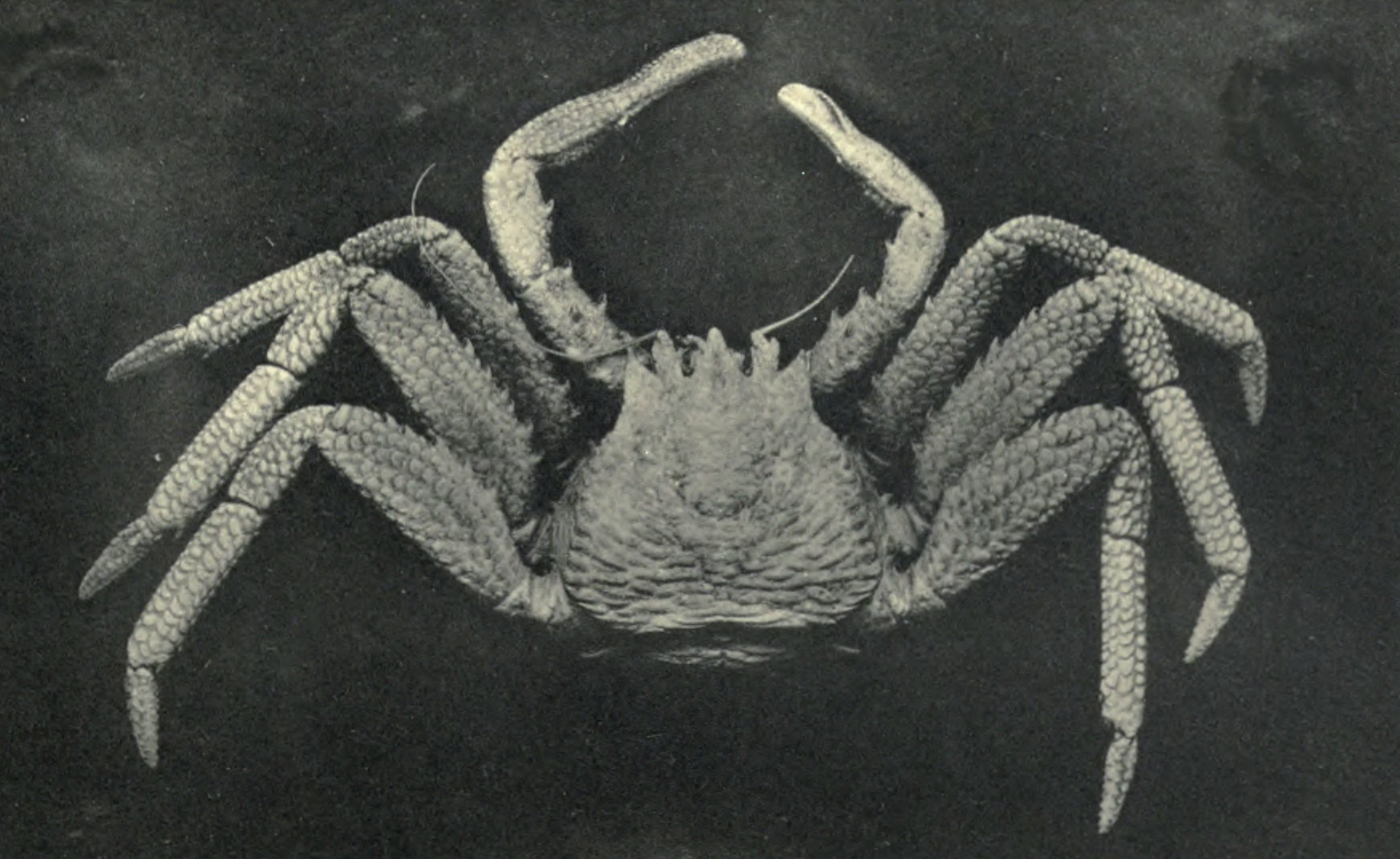